# 홍양길

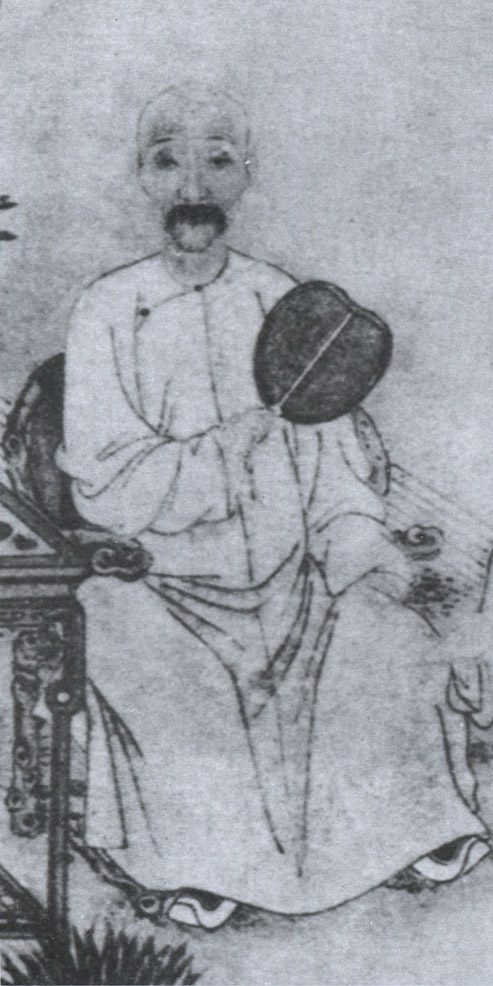

홍양길(洪亮吉, 1746년 ~ 1809년)은 중국 청나라의 관리, 학자, 시인이다. 자는 치존(稚存)이며, 만년의 호는 갱생거사(更生居士)이다. 강소성 양호현(陽湖縣)(현 창저우시 (장쑤성)) 사람이다.
어린 시절에 가난하였으나 학문에 힘쓰고 효성으로 홀어머니를 모셨다. 건륭 55년(1790년) 진사가 되었고 한림원편수(翰林院編修)에 임명되었는데, 그때 그의 나이가 이미 45세였다. 가경 4년(1799년)에 올린 상서(上書)의 내용이 가경제를 분노하게 하여 사형될 뻔 하였으나 죽음은 면하고 이리 지역(지금의 이리 카자흐 자치주의 일부)으로 보내졌다. 이듬해 풀려난 그는 스스로 호를 갱생거사라 하고 각종 저술 활동을 하였다. 그 후 1809년 집에서 사망하였다.

## 저서
- 《동진강역지》[1]

## 참고 문헌
- 《청사고》 권356, 홍양길전